# EONIA
Der EONIA (Euro OverNight Index Average) war der Zinssatz, zu dem auf dem Interbankenmarkt im Euroraum unbesicherte Ausleihungen in Euro von einem Target-Tag auf den nächsten gewährt wurden. Ein Target-Tag ist jeder Tag, an dem das Target-2-System Zahlungen abwickelt.
Der EONIA wurde von der European Banking Federation (EBF) unter Mitwirkung der EZB im Jahr 1999 im Rahmen der Europäischen Wirtschafts- und Währungsunion als Referenzzinssatz ins Leben gerufen und war ein weltweit anerkannter Zinsindex („Benchmark“) für kurzfristige unbesicherte Geldmarktkredite im Euroraum. Die Europäische Zentralbank (EZB) berechnete den EONIA auf drei Nachkommastellen genau als Per-Annum-Zinssatz nach der Zinsberechnungsmethode act/360.
Nach jahrelangen Manipulationen durch Banker waren verschiedene Referenzzinssätze in Verruf geraten und sollten daher ersetzt oder reformiert werden. Da auch der EONIA ab 2020 nicht der EU-Benchmark-Verordnung (Verordnung (EU) 2016/1011) entsprechen würde, wurde 2018 beschlossen, ihn durch die Euro Short-Term Rate (€STR) zu ersetzen. Die EZB publiziert die €STR seit dem 2. Oktober 2019. Seit diesem Tag wurde der EONIA auch bereits aus €STR plus 8,5 Basispunkten berechnet und zum Ende des Jahres 2021 schließlich eingestellt.

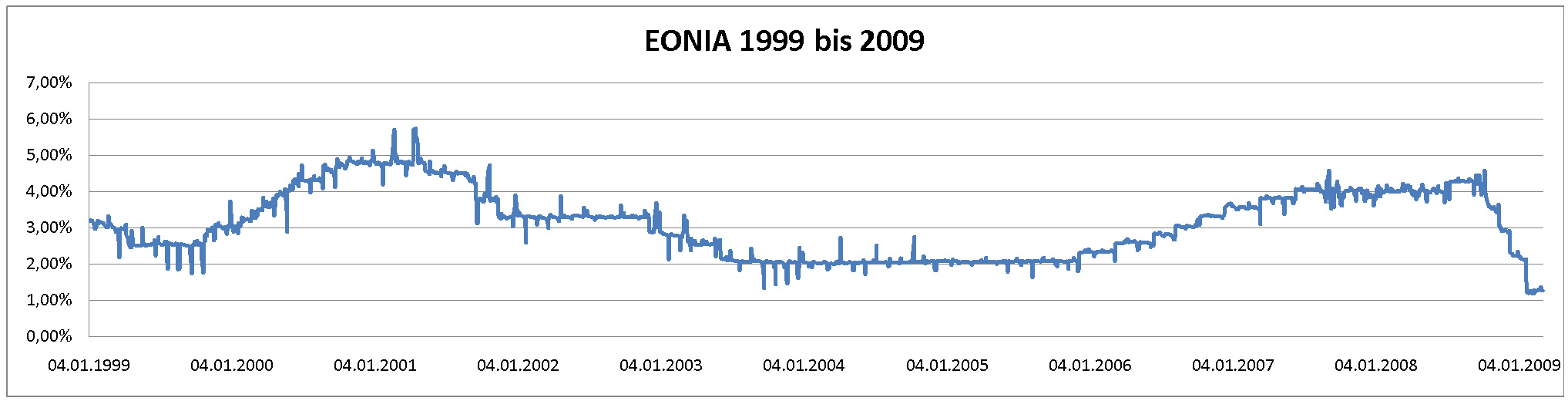
Verlauf des EONIA 1999 bis 2009

Der EONIA hat die WKN 965994 und die ISIN EU0009659945.

## Berechnung im Detail
Der EONIA ergab sich aus dem gewichteten Durchschnitt der Zinssätze, zu denen die EONIA-Panel-Banken auf dem Interbankenmarkt im Euro-Währungsgebiet auf Euro lautende, unbesicherte Übernachtausleihungen effektiv abgeschlossen hatten. Bei den Panel-Banken handelt es sich um die Banken mit dem höchsten Geschäftsvolumen im Geldmarkt der Eurozone. Die Panel-Banken meldeten an jedem Target-Tag bis spätestens 18:30 Uhr (MEZ) der EZB den Umfang und den durchschnittlichen Zinssatz der von ihnen an diesem Tag bis zum nächsten Target-Tag zur Verfügung gestellten unbesicherten Geldmarktkredite. Da es sich bei den Daten, die die einzelnen Banken herausgeben, um sensible Informationen handelt, übernimmt die EZB als unabhängige Institution die Berechnung.
Der ermittelte Wert, welcher seit dem 3. September 2007 mit drei Nachkommastellen angegeben wurde, ist daraufhin von der Berechnungsstelle (Calculating Agent) GRSS (Global Rate Set Systems Ltd) zwischen 18:45 und 19:00 Uhr eines jeden Bankgeschäftstages veröffentlicht worden.
Seit dem 2. Oktober 2019 beruhte die Berechnung des EONIA auf der €STR. Die EZB hatte festgelegt, dass der EONIA der €STR plus einem Aufschlag von 0,085 Prozentpunkten entspricht.

## Auf dem EONIA basierende Finanzprodukte
Dieser Zinssatz bildete beispielsweise die Basis für EONIA-Zinsswaps, außerdem für EONIA-Zertifikate und EONIA-Indexfonds, die versuchten, die Entwicklung des EONIA nachzubilden.
Vom 1. Juli 2008 bis Ende 2012 bot die Deutsche Finanzagentur die tagesgeldähnliche Tagesanleihe der Bundesrepublik Deutschland an, deren Verzinsung direkt an den EONIA gekoppelt war.

## Ende und Ablösung
Nach den betrügerischen Manipulationen von Referenzzinssätzen (z. B. Libor-Skandal) sollten diese weniger anfällig für Manipulationen werden und wurden daher reformiert. Als Ersatz für den EONIA wurde 2018 der EZB-Referenzzins Euro Short-Term Rate (ESTER bzw. €STR) gewählt. Zur Wahl standen auch der GC Pooling Deferred, der von der Deutsche-Börse-Tochter Stoxx produziert wird, und die Repo Funds Rate der britischen Nex-Gruppe (jetzt Teil der CME-Gruppe). Seit der erstmaligen Veröffentlichung der €STR am 2. Oktober 2019 ist der EONIA an diese gekoppelt. Am 3. Januar 2022 wurde mit der Veröffentlichung des Zinssatzes für den 31. Dezember 2021 der EONIA letztmals festgesetzt.